# Endomychus ohbayashii shirahatai
Endomychus ohbayashii shirahatai es una subespecie de coleóptero de la familia Endomychidae.

## Distribución geográfica
Habita en Japón.